# NGC 30
NGC 30 è una stella binaria visuale nella costellazione di Pegaso.
Fu registrato solo una volta dall'astronomo tedesco Albert Marth il 30 ottobre 1864.

## Luminosità
Nonostante la loro apparente vicinanza, le stelle non sono fisicamente imparentate, con una luminosità maggiore di quella del Sole. 1107 ± 14 anni luce di distanza e più debole del Sole e 4888 ± 131 anni luce.